# A Grande Família (1.ª temporada)
A primeira temporada de A Grande Família, uma série de televisão brasileira de comédia, foi ao ar originalmente entre 29 de março de 2001 e 23 de janeiro de 2002 pela Rede Globo, tendo como personagens principais os membros da família Silva, que consiste em Lineu Silva, Dona Nenê, Agostinho Carrara, Bebel, Tuco e Seu Flor. A temporada tem 36 episódios de aproximadamente meia hora de duração exibidos nas noites de quinta-feira.

## Enredo
Moradores da zona norte do Rio de Janeiro e pertencentes à classe média baixa, a família Silva tenta lutar para sobreviver com o pouco que tem. Bebel é a filha mais velha, mimada e com um estilo funkeira de ser. Tuco é o filho mais novo e preguiçoso da família Silva. Nenê é uma dona de casa dedicada a sua família e que aparece para apartar as confusões. Lineu é o patriarca da família, que tenta pôr o pão de cada dia em casa, com o salário que recebe de seu trabalho na repartição pública. Agostinho é o genro que vive as custas dos sogros, morando sob o mesmo teto. Ele trabalha em um motel para desgosto da esposa, Bebel. Seu Floriano é o pai da Nenê, e dorme no sofá da casa, pois não tem quarto para todos da família. O avô da família, ainda namora com Juva, uma vizinha que adora fazer croquetes e que apareceu com frequência. Beiçola é um advogado, viúvo e dono da pastelaria do bairro. O pasteleiro começa a apaixonar-se por dona Nenê já no primeiro episódio. Lineu tem Almeidinha como chefe da repartição. A mãe de Agostinho aparece pela primeira vez na série, e todos descobrem que ele havia mentido sobre a morte dela, por vergonha dela ter sido chacrete quando ele era criança. Nenê descobre ter uma irmã bastarda, por parte de pai, chamada: Marina. Ela teve um caso com Tuco, sem saber que ele era seu sobrinho bastardo. Nessa primeira temporada, as histórias são mais centralizadas na família Silva.

## Elenco
- Marco Nanini
- Marieta Severo
- Lúcio Mauro Filho
- Guta Stresser
- Pedro Cardoso
- Rogério Cardoso
- Marcos Oliveira

### Participações especiais
- Suely Franco (Alguns episódios)
- Chico Diaz (Alguns episódios)
- Oswaldo Loureiro (Alguns episódios)
- Ernani Moraes (E tudo acabou em linguiça)
- Paulo Betti (Amigo é pra essas coisas)
- Milton Gonçalves (A melhor casa da rua)
- Débora Bloch (Papai está com a cachorra)
- Edson Celulari (Papai está com a cachorra)
- Dennis Carvalho (Papai está com a cachorra)
- Tânia Alves (A Desquitada da Freguesia)
- Nívea Stelmann (Consciência Limpa é Melhor que Dinheiro no Bolso)
- Márcia Cabrita (Pai Por Um Dia)
- Lívia Falcão (Pai Por Um Dia)
- Otávio Müller (Quanto Ganha Meu Marido)
- Alexandre Zacchia (O Rei do Taco)
- Betty Faria (O Filho da Mãe)
- Letícia Spiller (Mamãe Subiu no Telhado e Quem Manda Aqui é Ela)
- Mauro Mendonça (Quem Manda Aqui é Ela)
- Tadeu Mello (Me Dá Um Dinheiro Aí)
- Louise Cardoso (Cada Caso é Um Caso)
- Daniel Dantas (Cada Caso é Um Caso)
- Tonico Pereira (Nenê, esposa carinhosa, corpo escultural, mãos de fada, atendimento personalizado!)
- Drica Moraes (Nenê, esposa carinhosa, corpo escultural, mãos de fada, atendimento personalizado!)
- Camila Pitanga (Ô velho gostoso)
- Rogéria (Ô velho gostoso)
- Maria Mariana (Eu Solto o Meu Cavalo, Mas Prendo a Minha Égua)

## Episódios
| N.º na série | N.º na temp. | Título                                                                               | Dirigido por         | Escrito por                                                           | Exibição original      | Audiência |
| --- | ------------ | ------------------------------------------------------------------------------------ | -------------------- | --------------------------------------------------------------------- | ---------------------- | --------- |
| 1 | 1            | "Meu Marido Me Trata Como Se Eu Fosse Uma Geladeira"                                 | Mauro Mendonça Filho | Bernardo Guilherme & Marcelo Gonçalves                                | 29 de março de 2001    | 22 pontos |
| Nenê vive uma crise de idade e faz de tudo para atrair a atenção de Lineu. Tudo culmina em Nenê andando sensual para provocar Lineu em meio à visita do vizinho Beiçola. Ele declara a Nenê que a ama independente da sua idade e os dois seguem felizes. |              |                                                                                      |                      |                                                                       |                        |           |
| 2 | 2            | "Almeidinha Futebol Clube"                                                           | Mauro Mendonça Filho | Bernardo Guilherme & Marcelo Gonçalves                                | 5 de abril de 2001     | N/A       |
| Agostinho convida Almeidinha, chefe de Lineu, para assistir à final do campeonato. Lineu, que está fugindo dele, fica furioso. A família acha Almeidinha um chato e apoia Lineu. |              |                                                                                      |                      |                                                                       |                        |           |
| 3 | 3            | "Consciência Limpa é Melhor Que Dinheiro no Bolso"                                   | Mauro Mendonça Filho | Adriana Falcão, Bernardo Guilherme, Cláudio Paiva & Marcelo Gonçalves | 12 de abril de 2001    | 20 pontos |
| Decidida a tirar férias, Nenê contrata Rose, como nova empregada. Agostinho rouba o dinheiro das compras e a culpa cai sobre Rose. Está armada a confusão. |              |                                                                                      |                      |                                                                       |                        |           |
| 4 | 4            | "E Tudo Acabou em Linguiça"                                                          | Mauro Mendonça Filho | Bernardo Guilherme, Cláudio Paiva & Marcelo Gonçalves                 | 19 de abril de 2001    | 27 pontos |
| Lineu é promovido a chefe da repartição, mas em troca Sales pede que ele faça vista grossa na fiscalização. Lineu se recusa e fica em um embate entre a ética e o dinheiro. |              |                                                                                      |                      |                                                                       |                        |           |
| 5 | 5            | "Pesadelos de Uma Noite de Verão"                                                    | Mauro Mendonça Filho | Bernardo Guilherme & Marcelo Gonçalves                                | 26 de abril de 2001    | N/A       |
| A família Silva sofre com o calor e decide comprar um ar condicionado. Agostinho consegue um aparelho usado que só dá problemas. Com a conta de luz alta, Lineu fica furioso. |              |                                                                                      |                      |                                                                       |                        |           |
| 6 | 6            | "Todo Dia Ela Faz Tudo Sempre Igual"                                                 | Mauro Mendonça Filho | Bernardo Guilherme & Marcelo Gonçalves                                | 3 de maio de 2001      | N/A       |
| Nenê decide trabalhar fora e a casa da família Silva fica uma bagunça. Lineu apoia Nenê, que resolve voltar a ser dona de casa para felicidade de todos. |              |                                                                                      |                      |                                                                       |                        |           |
| 7 | 7            | "Cozido é Pra Comer Chorando"                                                        | Mauro Mendonça Filho | Bernardo Guilherme & Marcelo Gonçalves                                | 10 de maio de 2001     | N/A       |
| Todos decidem se mudar e deixam Lineu e Nenê chateados. Aos poucos todos voltam a morar juntos e o casal celebra com um cozido em família. |              |                                                                                      |                      |                                                                       |                        |           |
| 8 | 8            | "Eu Solto o Meu Cavalo, Mas Prendo a Minha Égua"                                     | Mauro Mendonça Filho | Juca Filho                                                            | 17 de maio de 2001     | N/A       |
| Tuco arruma uma namorada e Nenê não gosta dos hábitos do casal. Bebel e Nenê reclamam do machismo que reina na casa. Lineu decide ter novos hábitos. |              |                                                                                      |                      |                                                                       |                        |           |
| 9 | 9            | "Insista no Dentista"                                                                | Mauro Mendonça Filho | Bernardo Guilherme & Marcelo Gonçalves                                | 31 de maio de 2001     | N/A       |
| Bebel erra receita de biscoito e causa dor de dente no pai e no avô. Agostinho indica dentista famoso, mas Lineu prefere seu antigo médico. |              |                                                                                      |                      |                                                                       |                        |           |
| 10 | 10           | "Consciência é Fogo"                                                                 | Mauro Mendonça Filho | Bernardo Guilherme & Marcelo Gonçalves                                | 7 de junho de 2001     | N/A       |
| Lineu tem crise por nunca ter feito nada de errado e decide acompanhar Agostinho em uma pescaria. Os dois voltam bêbados e Lineu se sente culpado pelo atropelamento de Beiçola. |              |                                                                                      |                      |                                                                       |                        |           |
| 11 | 11           | "Santo de Casa Não Faz Milagre"                                                      | Mauro Mendonça Filho | Bernardo Guilherme, Denise Bandeira & Marcelo Gonçalves               | 14 de junho de 2001    | N/A       |
| Lineu obriga Tuco a trabalhar como office boy. Bebel faz velas para vender e ninguém gosta. Tuco se enrola no trabalho e é demitido. Lineu enxerga o talento do filho para a música. |              |                                                                                      |                      |                                                                       |                        |           |
| 12 | 12           | "Amigo é Pra Essas Coisas"                                                           | Mauro Mendonça Filho | Bernardo Guilherme & Marcelo Gonçalves                                | 21 de junho de 2001    | N/A       |
| Nenê desaprova atitude do marido ao convidar Gilmar (Paulo Betti), um velho amigo que acabou de se divorciar, para ficar na casa dos Silva sem o consentimento de Nenê, que não dá o braço a torcer pelo simpático homem que acaba desenvolvendo uma amizade com Seu Flor por terem afinidades em comum na frente da televisão e ainda encanta Bebel, que acaba querendo ou não, provocando ciúmes em Agostinho. Após um mal entendido, Gilmar percebe que está incomodando a família e decide procurar um hotel para se hospedar e acaba levando Lineu consigo após este ter uma briga feia com Nenê. No Hotel, Gilmar confessa sua orientação sexual para Lineu ao revelar que possui um homem como amante. Seu Flor recrimina o preconceito dos rapazes após todos ficarem sabendo da sexualidade real do amigo de Lineu, para alívio de Agostinho, que elimina todas as chances de Bebel o trair, apesar de ela o continuar provocando mesmo depois de todo o ocorrido. |              |                                                                                      |                      |                                                                       |                        |           |
| 13 | 13           | "Me Engana Que Eu Gosto"                                                             | Mauro Mendonça Filho | Adriana Falcão, Odete Damico & Juca Filho                             | 28 de junho de 2001    | N/A       |
| Lineu entra em crise com a idade e decide arrancar os cabelos brancos. Bebel decide inventar uma gravidez para incentivar Agostinho a trabalhar. |              |                                                                                      |                      |                                                                       |                        |           |
| 14 | 14           | "Apagão, Não"                                                                        | Mauro Mendonça Filho | Bernardo Guilherme & Marcelo Gonçalves                                | 5 de julho de 2001     | N/A       |
| Os Silva não conseguem aderir ao racionamento e têm a luz cortada. Agostinho tenta fazer um gato e acaba deixando a vizinhança toda sem luz. |              |                                                                                      |                      |                                                                       |                        |           |
| 15 | 15           | "A Velha Chama"                                                                      | Mauro Mendonça Filho | Bernardo Guilherme & Marcelo Gonçalves                                | 19 de julho de 2001    | N/A       |
| Para salvar o casamento, Lineu e Nenê vão ao motel, mas dão de cara com Agostinho, o novo gerente. Com ciúmes, Bebel vai atrás do marido e a família Silva acaba se encontrando. |              |                                                                                      |                      |                                                                       |                        |           |
| 16 | 16           | "Cachorro do Agostinho"                                                              | Mauro Mendonça Filho | Bernardo Guilherme, Marcelo Gonçalves & Márcio Wilson                 | 26 de julho de 2001    | N/A       |
| Bebel é assaltada e acusa Agostinho de não ter a defendido. Tentando se redimir, Agostinho leva um cão para proteger a casa. Com medo do animal, toda a família vai parar dentro do banheiro. |              |                                                                                      |                      |                                                                       |                        |           |
| 17 | 17           | "A Bola da Vez"                                                                      | Mauro Mendonça Filho | Juca Filho & Márcio Wilson                                            | 2 de agosto de 2001    | N/A       |
| Seu Flor vai ao enterro de um amigo e decide aproveitar mais a vida. Ele e Agostinho vão a uma casa de massagem, mas o pai de Nenê acaba sofrendo um infarto no local. |              |                                                                                      |                      |                                                                       |                        |           |
| 18 | 18           | "Papai Está com a Cachorra"                                                          | Mauro Mendonça Filho | Adriana Falcão, Bernardo Guilherme & Marcelo Gonçalves                | 9 de agosto de 2001    | N/A       |
| Lineu fica irritado com a falta de dinheiro e ofende Floriano. Agostinho aluga a casa para a gravação de uma novela. A atriz da novela se aproxima de Lineu e Nenê fica com ciúme. |              |                                                                                      |                      |                                                                       |                        |           |
| 19 | 19           | "A Melhor Casa da Rua"                                                               | Mauro Mendonça Filho | Juca Filho & Márcio Wilson                                            | 13 de setembro de 2001 | N/A       |
| Os Silva entram em uma confusão quando Agostinho desconfia de Otávio, o novo vizinho. Lineu e Nenê reprovam o preconceito do genro, mas é Otávio quem dá lição em Agostinho. |              |                                                                                      |                      |                                                                       |                        |           |
| 20 | 20           | "A Dois Quilos da Felicidade"                                                        | Mauro Mendonça Filho | Bernardo Guilherme & Marcelo Gonçalves                                | 20 de setembro de 2001 | N/A       |
| Nenê quer emagrecer e todos sofrem com a dieta. Bebel dá moderador de apetite a Nenê. Sofrendo com os efeitos colaterais, Nenê faz a maior confusão quando come doces do mercado. |              |                                                                                      |                      |                                                                       |                        |           |
| 21 | 21           | "A Desquitada da Freguesia"                                                          | Mauro Mendonça Filho | Bernardo Guilherme & Marcelo Gonçalves                                | 27 de setembro de 2001 | N/A       |
| Lineu bate com o carro ao olhar para a vizinha nova, Maria Tereza, e Nenê fica com ciúme. Ao investigar se o marido está tendo um caso, ela acaba descobrindo o romance de Tuco com a beldade da rua. |              |                                                                                      |                      |                                                                       |                        |           |
| 22 | 22           | "Pai Por Um Dia"                                                                     | Mauro Mendonça Filho | Adriana Falcão, Bernardo Guilherme & Marcelo Gonçalves                | 4 de outubro de 2001   | N/A       |
| Agostinho encontra bebê abandonado e Bebel decide adotá-lo. Bebel vira uma supermãe e implica com a família. Quando a verdadeira mãe da criança aparece ela fica em maus lençóis. |              |                                                                                      |                      |                                                                       |                        |           |
| 23 | 23           | "Quanto Ganha Meu Marido?"                                                           | Mauro Mendonça Filho | Juca Filho & Márcio Wilson                                            | 11 de outubro de 2001  | N/A       |
| Achando que Agostinho ganha bem, Bebel exagera nos gastos e diz que ele irá bancar a família. Para agradar Bebel, Agostinho passa cheques sem fundo e deixa todos em apuros. |              |                                                                                      |                      |                                                                       |                        |           |
| 24 | 24           | "O Rei do Taco"                                                                      | Mauro Mendonça Filho | Bernardo Guilherme & Marcelo Gonçalves                                | 18 de outubro de 2001  | N/A       |
| A mesa de sinuca de Beiçola vira a sensação do bairro. E quando a máquina de lavar de Nenê quebra, Lineu usa suas habilidades no bilhar para ganhar dinheiro e comprar uma nova. |              |                                                                                      |                      |                                                                       |                        |           |
| 25 | 25           | "Pai Lineu"                                                                          | Mauro Mendonça Filho | Juca Filho & Márcio Wilson                                            | 25 de outubro de 2001  | N/A       |
| Lineu dirige distraído e acaba atropelando uma galinha preta. Uma onda de azar se abate sobre a família Silva que se desespera, mas Lineu se recusa a acreditar na urucubaca. |              |                                                                                      |                      |                                                                       |                        |           |
| 26 | 26           | "O Filho da Mãe"                                                                     | Mauro Mendonça Filho | Adriana Falcão, Bernardo Guilherme & Marcelo Gonçalves                | 1 de novembro de 2001  | N/A       |
| A mãe de Agostinho volta para rever o filho. Agostinho com vergonha por ela ser uma ex-chacrete resiste em aceita-la. Selma consegue conquistar a todos e faz as pazes com o filho. |              |                                                                                      |                      |                                                                       |                        |           |
| 27 | 27           | "Mamãe Subiu no Telhado"                                                             | Mauro Mendonça Filho | Bernardo Guilherme & Marcelo Gonçalves                                | 7 de novembro de 2001  | N/A       |
| Nenê descobre que a mãe de Beiçola faleceu. Ao tentar dar a notícia, Beiçola acha que Nenê está interessada nele. Lineu descobre a paixão de Beiçola e a confusão está completa. |              |                                                                                      |                      |                                                                       |                        |           |
| 28 | 28           | "Quem Manda Aqui é Ela"                                                              | Mauro Mendonça Filho | Bernardo Guilherme & Marcelo Gonçalves                                | 15 de novembro de 2001 | N/A       |
| Bebel se torna chefe de Agostinho e ele não aceita a situação. Lineu não concorda que Nenê administre o dinheiro da casa, já que ele é o chefe da família. |              |                                                                                      |                      |                                                                       |                        |           |
| 29 | 29           | "Me Dá Um Dinheiro Aí"                                                               | Mauro Mendonça Filho | Adriana Falcão, Bernardo Guilherme & Marcelo Gonçalves                | 22 de novembro de 2001 | N/A       |
| Um mendigo aparece na porta da família Silva. Nenê prepara um prato de comida para ele e Agostinho sabota a comida. O mendigo passa mal e ele fica com o sentimento de culpa. |              |                                                                                      |                      |                                                                       |                        |           |
| 30 | 30           | "A Esposa Modelo"                                                                    | Mauro Mendonça Filho | Juca Filho & Márcio Wilson                                            | 29 de novembro de 2001 | N/A       |
| Bebel vira modelo, faz fotos de biquíni e deixa Lineu e Agostinho transtornados com a propaganda. Beiçola conta que Seu Flor está usando estimulante sexual e ele decide se vingar. |              |                                                                                      |                      |                                                                       |                        |           |
| 31 | 31           | "Isso É Coisa de Homem?"                                                             | Mauro Mendonça Filho | Bernardo Guilherme & Marcelo Gonçalves                                | 6 de dezembro de 2001  | N/A       |
| Agostinho fala para a família Silva que Tuco é homossexual. Tuco explica que está usando roupas de mulher para uma peça de teatro e Lineu demora a deixar o preconceito de lado. |              |                                                                                      |                      |                                                                       |                        |           |
| 32 | 32           | "Presença de Lineu"                                                                  | Mauro Mendonça Filho | Juca Filho & Márcio Wilson                                            | 13 de dezembro de 2001 | N/A       |
| Lineu se irrita com o chefe e pede demissão. Em casa e com tempo livre, muda a rotina da família. Almeidinha e a família Silva se unem e convencem Lineu a voltar a trabalhar. |              |                                                                                      |                      |                                                                       |                        |           |
| 33 | 33           | "Um Infeliz Natal Para Você Também"                                                  | Mauro Mendonça Filho | Adriana Falcão, Bernardo Guilherme & Marcelo Gonçalves                | 20 de dezembro de 2001 | N/A       |
| Na noite de Natal, Seu Flor e Lineu acabam brigando. Eles decidem passar o Natal separados e a família fica arrasada. |              |                                                                                      |                      |                                                                       |                        |           |
| 34 | 34           | "Cada Caso é Um Caso"                                                                | Mauro Mendonça Filho | Bernardo Guilherme & Marcelo Gonçalves                                | 9 de janeiro de 2002   | N/A       |
| Lineu e Nenê encontram um casal de amigos que têm um relacionamento moderno e entram em crise ao ouvirem as histórias do casal. |              |                                                                                      |                      |                                                                       |                        |           |
| 35 | 35           | "Nenê, Esposa Carinhosa, Corpo Escultural, Mãos de Fada, Atendimento Personalizado!" | Mauro Mendonça Filho | Adriana Falcão, Juca Filho & Márcio Wilson                            | 16 de janeiro de 2002  | N/A       |
| Lineu leva Nenê a uma convenção do trabalho e descobre que é um encontro com garotas de programa. Lineu e Nenê ficam irritados, mas depois decidem aproveitar como uma lua de mel. |              |                                                                                      |                      |                                                                       |                        |           |
| 36 | 36           | "Ô Velho Gostoso"                                                                    | Mauro Mendonça Filho | Adriana Falcão, Bernardo Guilherme, Guel Arraes & Marcelo Gonçalves   | 23 de janeiro de 2002  | N/A       |
| Tuco começa a namorar com Marina durante o carnaval. Seu Flor descobre o romance e revela a família que Marina é sua filha. |              |                                                                                      |                      |                                                                       |                        |           |